# Зальцведель
Зальцведель (нем. Salzwedel, полаб. Ljosdit или Ljaudit, н.-нем. Soltwedel) — город в Германии, в земле Саксония-Анхальт.
Входит в состав района Зальцведель. Население составляет 24 874 человека (на 31 декабря 2010 года). Занимает площадь 106,66 км². Официальный код — 15 3 70 097.
В Средние века являлся столицей графства Остервальд.

## География
Зальцведель находится с северо-восточной части Альтмарка в устье реки Зальцведелер-Думме, впадающей в Йеце-Йецель. Соседними городами регионального значения являются Ильцен (на западе, 44 км), Люхов (на севере, 12 км), Гарделеген (на юге, 41 км) и Арендзе (на востоке, 24 км).

## История

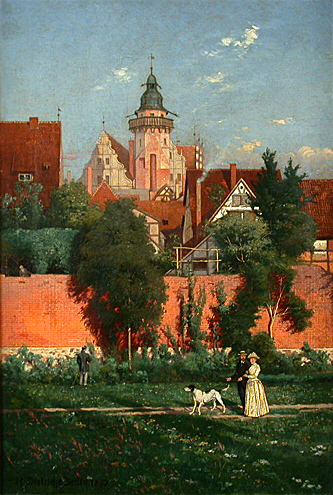
Городская стена Зальцведеля

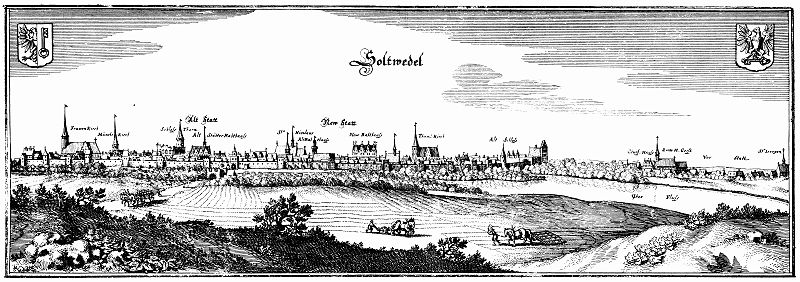
Зальцведель в 1650.

### Ранняя история и образование города
Многие археологические находки указывают на множество древних поселений, расположенных в окрестностях города и на его сегодняшней территории. Некоторые найденные орудия труда относятся к эпохе палеолита. Они были найдены немного западнее города Лихтенберг. Неподалёку, в области Вендланд, особенно рядом с городом Люхов были обнаружены древние неолитические стоянки. Таким образом, можно предположить, что по крайней мере 200 000 лет, окружающие Зальцведель площади, посещали группы охотников-собирателей.
После последнего ледникового периода, который закончился около 14000 лет назад, между Вустровом и Зальцведелем находилось озеро. Люди, временно жившие на берегу озера, оставили множество кремнёвых орудий, а также рога и костяные орудия. Некоторые из этих инструментов и рогов были найдены в окрестностях Етце.
Находки времен бронзового века на старой мельнице и захоронения (примерно на сегодняшней B71) указывают на появление первых поселений в окрестностях Зальцведеля примерно в 1000 г. до н. э. С конца римского периода и миграции(180—500 н. э.), есть очень редкие отдельные находки.

### Средневековье и начало развития города

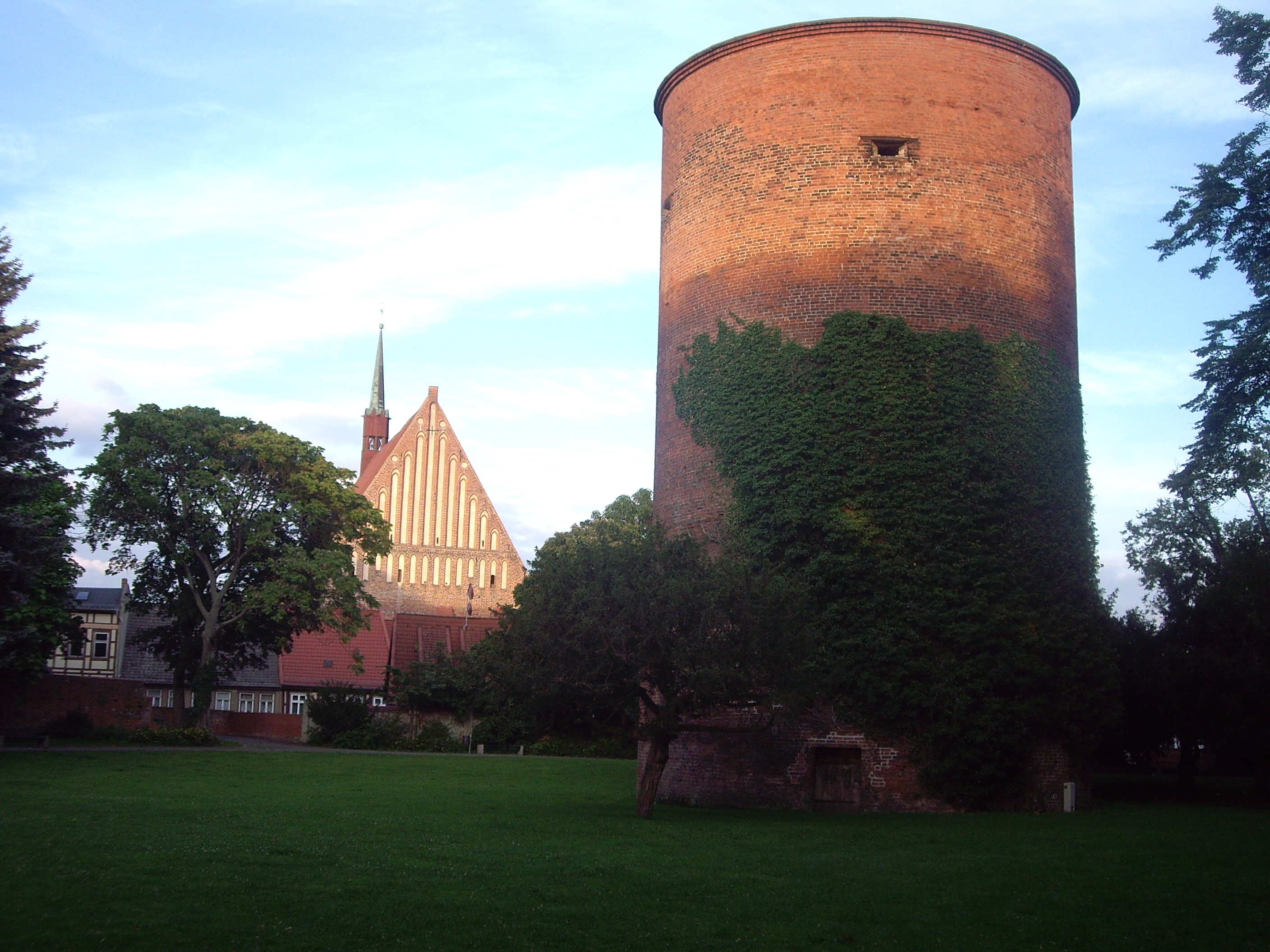
Башня городской крепости.

С 800 года встречаются упоминания о поселении, которое находилось на месте нынешнего города, неподалёку за стеной крепости Зальцведель. Старое название Soltwidele указывает на то, что по реке Йеце-Йецель проходил соляной путь. В 1112 году, крепость Зальцведель впервые упоминается в документах.
Город был основан А́льбрехтом I Бранденбу́ргским (1100—1170), который некоторое время жил в крепости Зальцведель. Первое упоминание о Зальцведеле в качестве «города» датируется 1233 годом. В 1247 году к северо-востоку от Старого города был построен Новый город. Оба города находились в пределах крепостных стен, и являлись независимыми. В 1713 году Старый город и Новый город объединили.
С 1263 до 1518 года Зальцведель являлся членом Ганзы

### Реформация и Новое время
В XVIII веке на мертвом полабском языке Зальцведель назывался Ljosdit (Lôsdît, Lósdy), являющейся производной от слова ljos (славянское lěsă, «лес») .
Реформация пришла в Зальцведель в 1541 году. Тридцатилетняя война поставила город на грань разорения, поскольку он долгое время был осаждён. Причиной осады послужила расквартировка иностранных войск.
В 1870 году в городе появилось железнодорожное сообщение. В последующее годы оно стремительно развивалось.

### С 1900 года по наше время

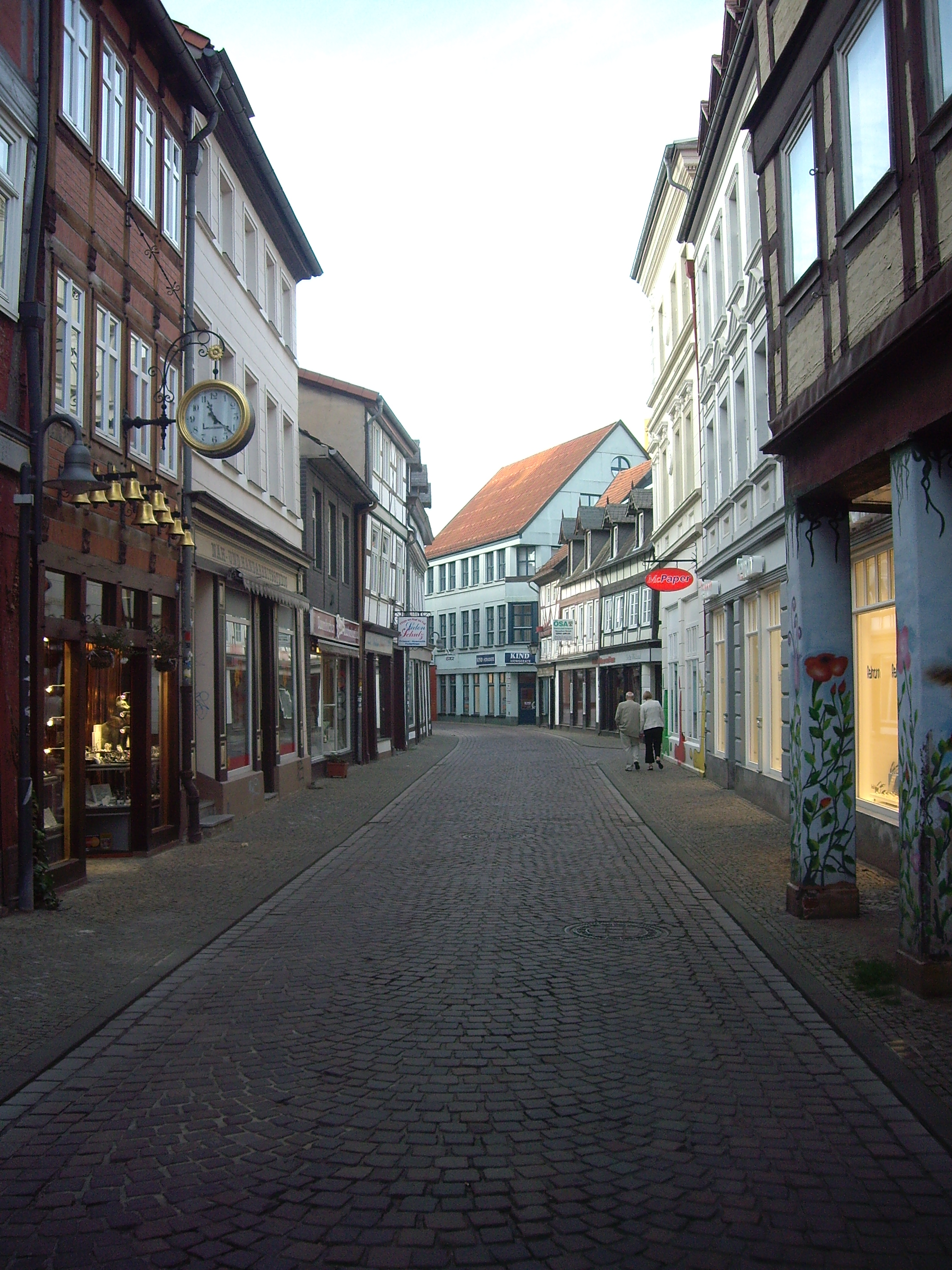
Улица Старого города.

После Первой мировой войны Хойер стал районом Зальцведеля. Причиной этому послужило слишком большое количество работников лесного хозяйства, которое требовалось расселить.
Во время Второй мировой войны, в 1942 году, на месте завода по производству удобрений на улице Gardelegener был создан лагерь для принудительного труда, который с конца июля 1944 года по 14 апреля 1945 использовался как женский концлагерь. В нём трудились сперва 400, а к концу войны почти 1,5 тыс. еврейских женщин. 14 апреля 1945 года войска союзников освободили всех заключённых, которых к тому моменту насчитывалось уже около 3 тыс.
Штаб-квартира гестапо в Магдебурге эксплуатировала завод BRABAG, в качестве исправительно-трудового лагеря для так называемых полуевреев.
В результате авианалёта 22 февраля 1945 года был уничтожен вокзал и погибло около 300 человек. Старая часть города практически не пострадала, объектами атаки были железнодорожные линии и промышленные здания. В эпоху ГДР многие старые здания пришли в упадок.
С 1946 по 1950 Зальцведель был городом окружного подчинения. В 1952 году он стал вновь принадлежать Магдебургскому округу.
С апреля 1971 по апрель 1986 в городе располагалась 16-я вертолётная эскадрилия пограничников ГДР с вертолётами типа Ми-2 и Ми-8.
С 1 апреля 2008 года город в названии использует слова «ганзейский город».

## Культура и достопримечательности

### Достопримечательности
- Фахверковые дома

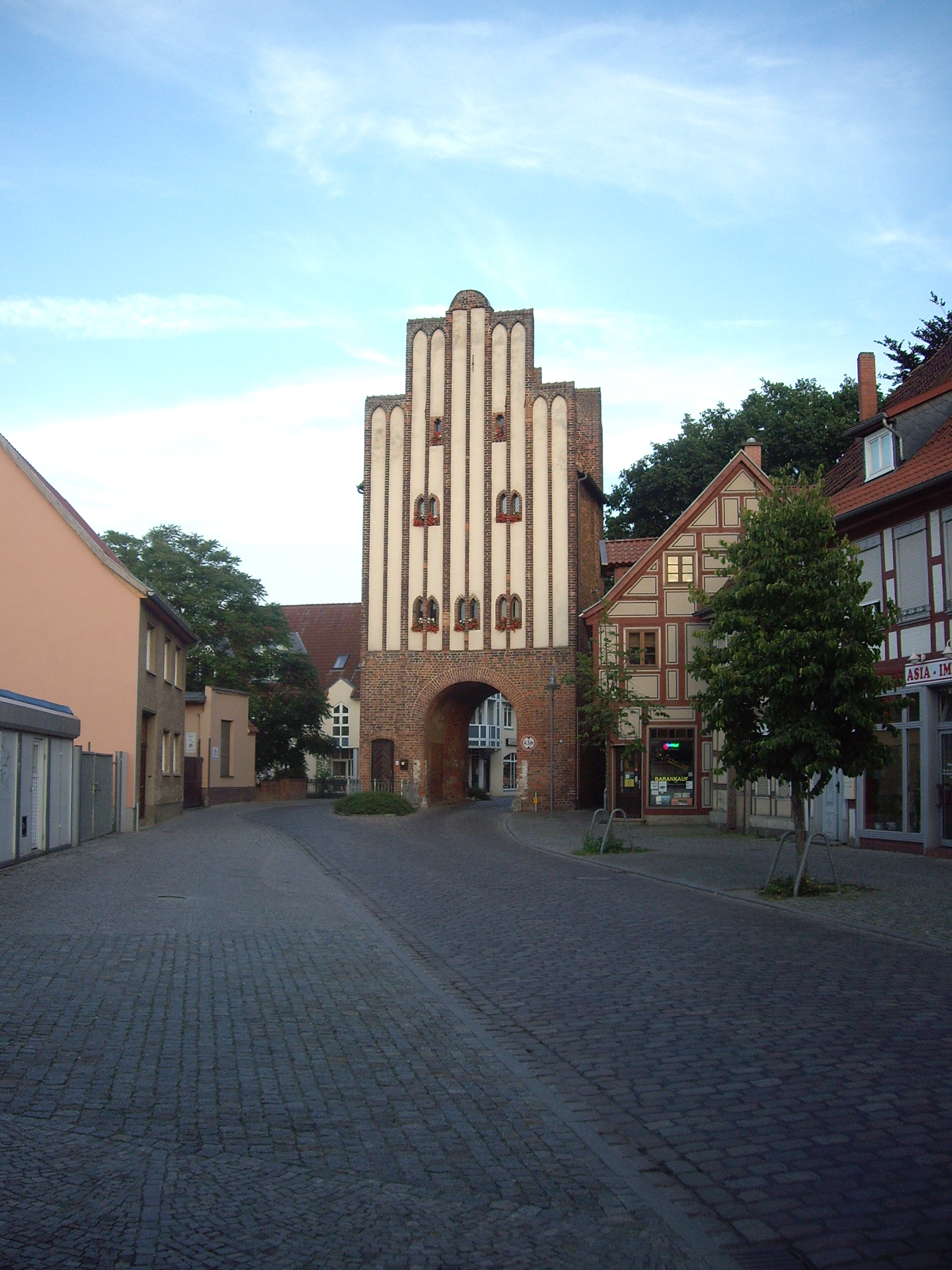
Городские ворота.

- Городские Ворота и городские стены
- Крепостная башня в бурггартене
- Ратуша(бывший францисканский монастырь)
- Бывшая ратуша Старого города (нынешний Окружной суд)
- Башня бывшей ратуши Нового города в стиле Ренессанса (доступна для посещения, с неё открывается вид на город)
- Романские и готические церкви
- Монастырь Дамбек
- Дом Же́нни Маркс

#### Исчезнувшие здания
- У здания Schwarzer Adler в 1801 году был снесен готический этаж. С 1820 года это здание больше не принадлежит городу.
- В 1797 году была снесена церковь св. Николая.

### Музыка
Одной из самых известных групп Зальцведеля является Rosengarten.

### Спорт
Город был местом проведения Кубка мира 2006 года для людей с ограниченными возможностями.
В Зальцведеле весьма развит как любительский, так и профессиональный спорт, в городе есть несколько спортивных клубов и команд, таких как: ESV Lokomotive Salzwedel ,SV Eintracht Salzwedel 09,ESV Lok Salzwedel,SV Brietz, BSV Salzwedel.
В Зальцведеле родились некоторые спортсмены, которые добились успеха на международной арене: Дорис Малецки, Ирмгард Праец, Петра Вестинг, Томас Ульбрихт.

### Местная кулинария
Специализацией Зальцведельской кулинарии является особый вид выпечки — Баумкухен.
В современной Германии баумкухен продаётся в магазинах в предновогоднее время — он стал традиционной рождественской выпечкой.
Срез баумкухена напоминает спил дерева с годовыми кольцами, откуда он и получил своё название. Такой эффект даёт особая технология выпечки — деревянный валик обмакивается в жидкое тесто, подрумянивается, затем снова обмакивается в тесто и снова подрумянивается и так несколько раз.